# NGC 7621
NGC 7621 est une galaxie spirale (?) située dans la constellation de Pégase. Sa vitesse par rapport au fond diffus cosmologique est de 3 463 ± 72 km/s, ce qui correspond à une distance de Hubble de 51,1 ± 3,9 Mpc (∼167 millions d'al). NGC 7621 a été découverte par l'astronome britannique Albert Marth en 1864.
Selon la base de données Simbad, NGC 7621 est une candidate au titre de galaxie active.

## Groupe de NGC 7541
Selon un article publié en 2007 par Levy et col., NGC 7621 est membre du groupe de NGC 7541, selon une convention non officielle qui veut que l'on donne le nom d'un groupe à la galaxie la plus lumineuse. Selon cet article ce groupe de galaxies renferme sept membres. Les autres galaxies du groupe sont NGC 7615, NGC 7541, UGC 12361, UGC 12552, UGC 12544 et UGC 12580. Ce groupe est situé à l'arrière-plan de l'amas de Pégasus I,.
La base de données NASA/IPAC mentionne que NGC 7621 est aussi membre du groupe de WBL 708 en se basant sur un catalogue publié en mai 1999 par Richard A. White, Mark Bliton, Suketu P. Bhavsar, Patricia Bornmann, Jack O. Burns, Michael J. Ledlow et Christen Loken. La désignation employée pour les groupes de ce catalogue est WBL XXX, où XXX est le numéro du groupe. L'identification des galaxies est malheureusement toujours absente, mais la base de données NASA/IPAC permet souvent l'identification de celles-ci en entrant la requête WBL XXX-xx, où xx est un numéro toujours inférieur à 10. Les galaxies membres du groupe WBL 708 sont NGC 7615 (WBL 708-1), NGC 7621 ((WBL 708-2) et NGC 7623 ((WBL 708-3). Deux galaxies du groupe proposé par White et col. sont donc absentes de la liste de Levy et l'une d'entre elle (NGC 7615) est commune aux deux listes. 
Le tableau de la page du groupe de NGC 7541 permet de comparer les deux groupes et les principales caractéristiques des leurs membres.